# Tibet Museum - Fondation Alain Bordier
Pour les articles homonymes, voir Musée du Tibet.
Le Tibet Museum - Fondation Alain Bordier est un musée sur l'art bouddhiste tibétain situé à Gruyères dans le canton de Fribourg, en Suisse.

## Histoire

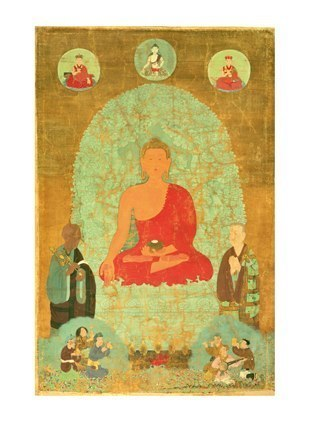
Bouddha Sakyamuni par le 10e karmapa Chöying Dorje, XVIIe siècle.

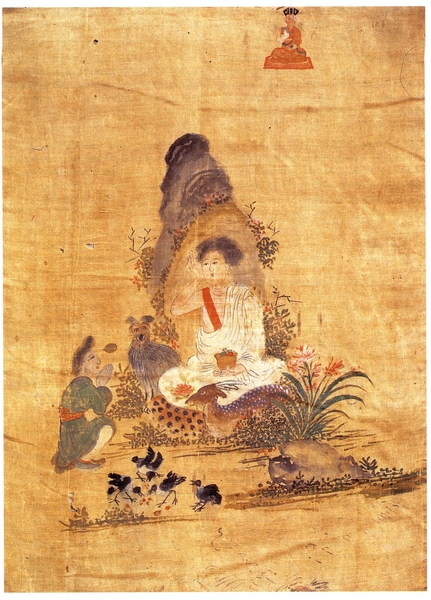
Milarépa assis à l'extérieur d'une grotte de montagne, par le 10e karmapa, 1613.

Le musée est fondé en avril 2009 par la Fondation Alain Bordier. Il est situé juste à côté du château de Gruyères, dans l'aumônerie et la chapelle de l'ancien château St-Germain.
Les œuvres d’art exposées sur quelque 200 m2 proviennent de la collection privée du collectionneur d'art Alain Bordier réunie au cours de trente années.
La collection se compose de quatre cents œuvres d'art, allant de la peinture et sculpture bouddhiste tibétaine à des objets rituels. Les pièces viennent principalement du Tibet et ont été ramenés par les réfugiés tibétains. Elles viennent en outre, de plusieurs zones culturellement connexes et voisins, y compris la vallée de Swat, le Jammu-et-Cachemire, le Népal et d'autres régions himâlayennes.
À l'occasion de ses 15 ans d’existence, en avril 2024, le Tibet Museum reçoit les moines du monastère de Shedrub Choekhor Ling. Ceux-ci réalisent un mandala de sables colorés conformément à la tradition tibétaine.

## Exposition à la fondation Pierre-Bergé Yves Saint-Laurent
Une partie de la collection du musée comportant 127 pièces du VIe au XIXe siècle choisies par Gilles Béguin, ancien directeur du musée Cernuschi, fut exposé à Paris à la fondation Pierre Bergé – Yves Saint Laurent du 14 mars au 21 juillet 2013.